# كأس زيمبابوي
كأس زيمبابوي (بالإنجليزية: Cup of Zimbabwe)‏ ، هي بطولة رسمية لكرة القدم في زيمبابوي ، أسست سنة 1962م.